# René-Léon Bourret
René-Léon Bourret (Nérac, 28 gennaio 1884 – Tolosa, 28 luglio 1957) è stato un geologo e zoologo francese.

## Biografia
René-Léon Bourret giunse in Indocina francese nel 1900 tra le file dell'esercito. Iniziò a lavorare per il catasto nel 1907. Dopo la prima guerra mondiale, lavorò per conto del Servizio di ricerca geologica e mineraria e conseguì un dottorato di geologia all'università di Tolosa. Iniziò a pubblicare studi geologici negli anni '20, prima di dedicarsi allo studio di rettili e anfibi. Nel 1925, divenne professore presso la Scuola superiore delle scienze dell'università indocinese di Hanoi.
Nel 1934 fece pubblicare Sur une petite collection de serpents du Tonkin. A partire dallo stesso anno, iniziò la pubblicazione della serie Notes herpétologiques sur l'Indochine française.
Nel 1936-37, pubblicò un'importante opera sui serpenti, Les Serpents de l'Indochine. Nel 1938, scrisse un manuale di informazioni su Les Serpents venimeux en Indochine. Il suo libro su Les Tortues de l'Indochine, pubblicato nel 1941, costituisce ancora oggi un'importante opera di riferimento. Oltre ad un'importante sezione dedicata alla tassonomia, nella stessa opera troviamo anche indicazioni sulla cattura e l'allevamento delle tartarughe di mare. Bourret si interessò anche agli uccelli e ai mammiferi conservati nelle collezioni dell'Università indocinese.
Durante l'occupazione giapponese rimase ad Hanoi, ma fu costretto a spostarsi verso il sud del paese con l'arrivo delle truppe nazionaliste. Fece ritorno in Francia nel maggio del 1947 e si stabilì a Tolosa. Smise del tutto di dedicarsi alla scienza e morì in relativa solitudine. La maggior parte dei campioni e dei tipi nomenclaturali da esso raccolti sono conservati nei musei di Parigi e di Tolosa.